# 점화 계통
점화 계통 또는 점화 시스템(ignition system)은 열기관에서 연료-공기 혼합물을 점화시켜 연소를 시작하는 데 사용된다. 내연기관(예: 가솔린 엔진)의 스파크 점화 버전에서 점화 시스템은 각 연소 행정 직전에 연료-공기 혼합물을 점화하기 위해 스파크를 생성한다. 가스 터빈 엔진과 로켓 엔진은 일반적으로 시동 중에만 점화 계통을 사용한다.
디젤 엔진은 압축열을 사용하여 연료-공기 혼합물을 점화하기 위해 압축 점화를 사용하므로 점화 시스템을 사용하지 않는다. 일반적으로 추운 날씨에 시동을 돕기 위해 연소실을 예열하는 글로우플러그가 있다.
초기 자동차는 점화 마그네토 및 트레블러 코일 시스템을 사용했으며 이는 배전기 기반 시스템(1912년에 처음 사용됨)으로 대체되었다. 전자 점화 계통(1968년에 처음 사용됨)은 20세기 말에 일반화되었으며 이러한 시스템의 코일 온 플러그 버전은 1990년대부터 널리 보급되었다.

## 같이 보기
- 전자기학
- 패러데이 전자기 유도 법칙